# 卡多卡 (南达科他州)
卡多卡（英語：Kadoka），是美国南达科他州下属的一座城市。根据2010年美国人口普查，该市有人口682人。论人口在本州排行第91。